# Ognjen Kržić
Ognjen Kržić, född 13 mars 1969 i Dubrovnik, är en kroatisk vattenpolospelare. Han ingick i Kroatiens landslag vid olympiska sommarspelen 1996 och 2000.
Kržić gjorde fem mål i den olympiska vattenpoloturneringen i Atlanta. Den gången blev det OS-silver för Kroatien, fyra år senare i Sydney en sjundeplats. Kržićs målsaldo i Sydney var tre mål.